# Wacissa (Floride)
Wacissa est une census-designated place du comté de Jefferson, dans la région de Big Bend, État de Floride, aux États-Unis,. En 2020, elle compte une population de 362 habitants.